# Typhlobunus troglodytes
Typhlobunus troglodytes – gatunek kosarza z podrzędu Laniatores i rodziny Assamiidae. Jedyny znany przedstawiciel monotypowego rodzaju Typhlobunus.

## Występowanie
Gatunek został wykazany z Kenii.